# Holländerklotz
Der Holländerklotz ist ein Platz im Pfälzerwald.

## Lage
Der Holländerklotz steht auf 550,7 m Höhe ungefähr 0,7 km nördlich des Weißenberggipfels auf einer größeren Lichtung in der Nähe der Kreisstraße 56.

## Ritterstein
Dieser Ritterstein (Nr. 71) verweist auf den intensiven Holzhandel, der im 17. und 18. Jahrhundert zwischen der Pfalz und holländischen Schiffsbauern vor allem mit Eichen betrieben wurde.

## Geschichte
Am Ende des 19. und zu Beginn des 20. Jahrhunderts verwendete man für diesen Platz auch die Bezeichnung „Zwisslerruhe“, die sich aber in der Folge aus unbekannten Gründen nicht durchsetzen konnte. Mit dieser Bezeichnung sollten die besonderen Verdienste von August Zwissler gewürdigt werden, die sich dieser bei der touristischen Erschließung des Pfälzerwalds erworben hatte. Zwissler arbeitete von 1891 bis 1897 als Forstamtsassesor in Leimen und war damals maßgeblich bei der Entwicklung eines übergreifenden, einheitlichen Markierungssystems für den gesamten Pfälzerwald beteiligt.